# Neupont
Neupont est une localité de la commune belge de Wellin située en Région wallonne dans la province de Luxembourg.
C'est un hameau faisant partie de la section de Halma. Neupont possédait autrefois une forge.
Le hameau se trouve juste au sud de Halma, sur la rive gauche de la Lesse (un affluent de la Meuse) qui y plonge dans la région appelée Famenne.
Un monument y est élevé à Pierre-Napoléon Bonaparte (1815-1881) qui a passé un certain temps dans la région.

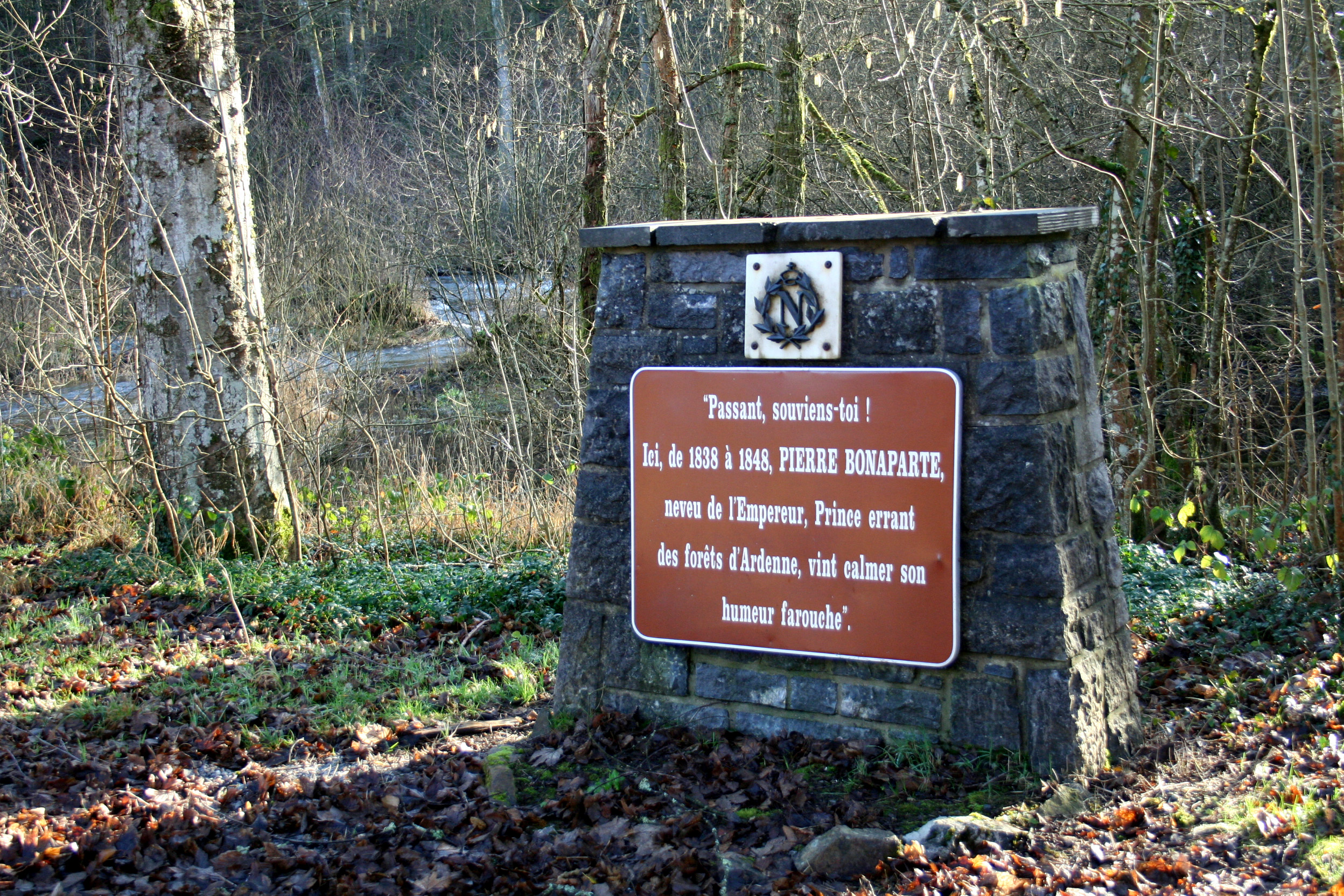
Stèle commémorative dédiée au prince Pierre Bonaparte.